# Enric X de Reuss-Lobenstein
Enric X de Reuss-Lobenstein (en alemany Heinrich X Reuß zu Lobenstein) va néixer a Gera el 9 de setembre de 1621 i va morir a Lobenstein el 25 de gener de 1671. Era un noble alemany, fill del comte Enric II de Reuss-Gera (1572-1635) i de Magdalena de Schwarzburg-Rudolstadt (1580-1652).
Després de la mort del seu pare va quedar sota la tutela dels seus germans grans Enric II (1602-1670) i Enric III (1603-1640). Va completar la seva formació a la Universitat de Leipzig, de la qual més tard en va ser el Rector. El 1647 la casa de Reuss es va dividir, i Enric X va ser el fundador de la branca de Lobenstein. El 1653 era a la Dieta Imperial d'Augsburg, i va adquirir les possessions de Hirschberg de la família Beulwitz.

## Matrimoni i fills
El 24 d'octubre de 1647 es va casar a Schleiz amb Maria Sibil·la de Reuss-Obergreiz (1625-1675), filla del comte Enric IV (1597-1629) i de Juliana Elisabet de Salm-Neufville (1602-1653). El matrimoni va tenir dotze fills: 
- Enric III (1648-1710), casat amb Maria Cristina de Leiningen-Westerburg (1650-1714).
- Enric V (1650-1672).
- Enric VI, nascut i mort el 1651.
- Enric VIII (1652-1711).
- Magdalena Dorotea (1653-1705).
- Enriqueta Juliana (1654-1728), casat amb Joan Albert de Biberstein.
- Ernestina Sofia, nascuda morta el 1656.
- Amàlia Cristina (1657-1660).
- Enric IX (1659-1660).
- Elionor (1661-1696), casada amb Joan Jordi III de Solms-Baruth (1630-1690).
- Frederica Sibil·la (1661-1728).
- Enric X (1662-1711), casat amb Edmunda Benigna de Solms-Laubach (1670-1732).